# Wrecked (serie televisiva)
Wrecked è una serie televisiva statunitense di genere commedia creata da Jordan Shipley e Justin Shipley per TBS. La serie racconta la storia di un gruppo di persone bloccate su un'isola, dopo che il loro aereo si è schiantato nell'oceano. La prima stagione, composta da 10 episodi, è andata in onda per la prima volta il 14 giugno 2016.
Il 6 luglio 2016 la TBS ha rinnovato la serie per una seconda stagione filmata nelle Figi. La seconda stagione è stata trasmessa per la prima volta il 20 giugno 2017. Il 13 settembre 2017 la TBS ha rinnovato la serie per una terza stagione, trasmessa nel 2018.
L'attore protagonista Zach Cregger ha risposto a un fan su Twitter dichiarando che non ci sarà la quarta stagione.

## Trama
La serie racconta la storia di un aereo precipitato su un'isola deserta sulla strada per la Thailandia. I sopravvissuti litigano, poiché hanno opinioni diverse su come rimanere in vita e come lasciare l'isola.
La serie è una parodia della più famosa serie tv Lost della quale riprende molti tratti e ricalca alcune scene cult.

## La situazione precipita
Un aereo diretto in Thailandia precipita su un'isola deserta. Dopo un'iniziale fase di smarrimento, i sopravvissuti si raccolgono e cercano di fare il punto della situazione.
I protagonisti sono: Owen, lo steward di volo, Danny, un bonaccione figlio di un miliardiario che fingerà di essere un poliziotto e stringerà un forte legame con Owen, Peck un consulente sportivo patito della tecnologia, Steve un neozelandese ingenuo che sarà nuovo leader dell'isola, karen, selvaggia e indomita capace di cacciare cinghiali e aiutare nella sopravvivenza, Todd e Jess fidanzati dal tempo del college sempre pronti a litigare, Emma e Florence, due amiche partite per un viaggio di amicizia e Chet, un hippie amante della droga leggera.
```
sotto la guida di Liam soldato valido e competente, cercano un modo per contattare i soccorsi, ma il soldato delle forze britanniche viene schiacciato dall'aereo che gli cade addosso. I superstiti sembrano destinati a rimanere nell'isola
```

## Funerale di fuoco
Pack riesce a trovare un telefono satellitare, ma la batteria è quasi scarica, quindi c'e' pochissimo tempo a disposizione per chiamare i soccorsi, alla fine non riusciranno nell'intento.
Steve intanto ascoltando un discorso tra Todd e Jess, crede che la loro figlia sia morta nello schianto dell'aereo ma fraintende non capendo che si trattava della mazza da hockey di Todd a cui era affezionato e aveva dato un nome da bambina.

## La valigia misteriosa
Sull'isola continua la ricerca fra i rottami, nella speranza di trovare cibo o oggetti utili per la sopravvivenza. Todd e Owen trovano una valigia senza cartellino, con un lucchetto particolarmente resistente, all'interno scoprono vari giocattoli sessuali. Alla fine risulterà essere di Owen che era andato in Thailandia nella speranza di incontrare una ragazza con cui era entrato in contatto sperando di divertirsi.
Nel frattempo Peck Florence e Emma trovato un computer con 2 ore di autonomia e la possibilità di vedere due film: Scemo e più scemo 2 e Selma, il film su Martin Luther King, i superstiti sceglieranno prima Selma per una questione morale ma finiscono per ripiegare sul film comico dal momento che sarà l'ultimo della loro vita.

## Le scorte comuni
Todd si sveglia in piena notte, e si accorge che la marea sta per portare via le scorte comuni che erano state ammassate sulla spiaggia. Approfittando del fatto che tutti dormono, le nasconde nella sua tenda diventando un di fatto un tiranno, scambiando il cibo con cose utili e comode a danno dei superstiti.
Owen e Danny nel frattempo trovano il bagno dell'aereo e sperano di mantenerlo segreto per i loro bisogni ma finiranno per farsi scoprire dal resto del gruppo.

## La legge dell'isola
Mentre Danny cerca di recuperare le scorte dei naufraghi rubate da Todd, prima con un appostamento mal riuscito e poi con una gara di bevute, Emma propone di scavare una fossa bella profonda, e di metterci dentro Todd fino a quando non rivelerà dove ha nascosto la refurtiva.
Nel frattempo i sopravvissuti cercano di eleggere un leader della nuova società e si candidano Emma e Florence ma alla fine verrà eletto l'ingenuo Steve.

## Apparizioni
Todd viene messo nella fosse per punizione e troverà un maialino a fargli compagnia.
Owen nel frattempo trova un grosso telone pubblicitario, e lo porta al campo con l'idea di usarlo come vela per abbandonare l'isola a bordo di una zattera di fortuna.
Peck intanto stanco di vivere in quel modo decide di sballarsi con Chet e in un momento di fame chimica, in preda ad una allucinazione visiva finirà per addentare un morto del disastro aereo.

## Il processo
Danny, accidentalmente, spara a Pack che era tornato alla spiaggia in preda all'illuminazione visiva e lo ferisce a una spalla. Si giustifica dicendo che Pack è uscito all'improvviso dalla giungla scagliandosi verso di lui. Il povero Danny viene cosi' processato di fronte ad una giuria. Owen sarà la difesa mentre Katen l'accusa.
alla fine Danny sarà giudicato colpevole e non volendo andare nella fossa decide di bandirsi dall'altra parte dell'isola e Owen andrà con lui

## La grande fuga
È l'ultimo giorno nella fossa, e Todd prova a liberare il suo cinghialetto, che viene intercettato da Karen e Steve e messo all'ingrasso. Dall'altra parte dell'isola Danny e Owen patiscono la fame, e provano a cacciare senza successo.
intanto Emma si ammala contagiata da Yolonzo un vecchio a cui badava che è morto ed era infetto. Florence non sentendosi a suo agio nell'isola, poiché tutti manipolati da Steve sperano di restare per sempre là, cerca di fuggire con una zattera e Todd andrà con loro.

## Salviamo l'isola
```
Todd, Florence ed Emma prendono il largo sulla zattera ma ad un tratto la corrente porta Emma lontano ormai morente lasciando soli Florence e Todd che torneranno nell'isola. Mentre Owen, rimasto solo, vaga per l'isola finchè non incontra la sua collega Rosa, anche lei sopravvissuta, ma essendo impazzita per la solitudine crederà di essere con un gruppo di altre persone, in realtà sassi, ananas e tronchi. Owen riuscirà a scappare e tornare dagli altri.
```

## la Salvezza è vicina
Steve è diventato ormai un vero e proprio despota. Arriva perfino a uccidere Kulein, perché, avendo avvistato un barcone di fronte all'isola, voleva fare dei segnali con la pistola lanciarazzi.
Owen Danny e gli altri alla fine riusciranno ad avvertire una nave all'orizzonte e arriveranno degli aiuti nell'isola 
si scoprirà essere dei pirati che chiamano il loro capo: il barracuda. 
altri avventure attendono il gruppo di sopravvissuti.

## Il barracuda
Sull'isola arriva il capo dei pirati, Il Barracuda, un'avvenente donna di colore, che cerca di mettersi subito in contatto con il padre di Danny per chiedere un riscatto, poiché miliardario.
Si scoprirà essere morto ucciso dalla figlia e sorella di Danny per la sua eredità e non intenta a pagare un centesimo per Danny.
Il barracuda e i pirati non avendo altre alternative condivideranno l'isola con i sopravvissuti affidando al gruppo la parte più sporca e brutta dell'isola.

## Il negoziatore
I pirati prendono possesso della spiaggia e dell'accampamento, costringendo i superstiti a piazzarsi in fondo alla baia.
Peck con le due doti di negoziatore sportivo riuscirà a negoziare e riportare vantaggi per il gruppo
```
Attraverso una serie di Flashback conosciamo la vita di Peck prima dello schianto.
```

## Il caimano nero
Florence e Karen vanno nella giungla per scoprire che cosa sta inquinando l'acqua del fiume. In un primo momento Karen e' irritata dalla presenza di Florence, ma sara' proprio grazie a quest'ultima che verra' ucciso l'animale responsabile dell'inquinamento del fiume: il ferocissimo caimano nero.
Il gruppo intanto apprende notizie del mondo esterno dai pirati del barracuda: Bandana e Canotta. I pirati daranno spoiler dell'ultima stagione di Game of trone tra lo stupore e la meraviglia di tutti.

## Parto prematuro
Todd vuole vendicarsi di Chet per essere stato con Jess e lo affronta a muso duro. È l'occasione per conoscere qualcosa del passato di Chet.
Nel frattempo Rosa è tornata e dice ad Owen di essere incinta di suo figlio, ma ovviamente impazzita ed è del tutto falso.
Con aiuto di Florence Owen affronterà Rosa del tutto impazzita facendola partorire dei sassi e facendole credere di essere di Xavier, il sasso suo amico. 
Dopo questo episodio Owen e Florence notano un'attrazione reciproca.

## proposta indecente
Jess sospetta che i pirati stiano per abbandonare l'isola, e per assicurarsi un passaggio sulla loro nave, decide di offrirsi a Canotta, ma le cose non vanno come previsto perché lui rilancia proponendo una cosa a tre con Todd.
Nel frattempo Il barracuda inizia ad interessarsi a Steve ascoltando il suo canto neozelandese ricordandole il suo ex amante Luther mentre assaltata una nave da crociera.
Steve inizierà una relazione con il capo dei pirati.

## Sorella misericordia
I superstiti scoprono che Il Barracuda ha in programma di espiantare i reni a tutti per venderli al mercato nero ed elaborano un piano per riprendere il controllo dell'isola.
Attraverso un flashback si assiste alla vita di Karen prima dell'isola, sorella misericordia, appartenente as una setta.
con l'aiuto di Karen e Steve il gruppo riuscirà ad averla vinta sui pirati e prendere la loro nave da crociera rubata per tornare a casa.

## onore di isola
I superstiti scoprono che Barracuda & C. erano arrivati sull'isola con una nave da crociera che ospitava un tributo ai Red Hot Chili Pepper dal titolo Crocerifornication.
Il gruppo parte verso la terraferma, rilassandosi e facendosi finalmente una doccia, ma finirà l'acqua a disposizione e si creeranno momenti esilaranti tra i " docciati" e i "non docciati", alla fine faranno pace 
Danny intanto si sente messo da parte da Owen perché l'amico ha intrapreso una relazione con Florence.

## un matrimonio esplosivo
Todd e Jess annunciano il loro matrimonio, e Corey di cui nessuno ricorda mai il nome, si propone come celebrante. L'invito alle nozze fa nascere un litigio tra Florence e Owen, sul concetto di relazione.
Peck e Steve nel frattempo trovano una valigia piena di soldi dei pirati in una cabina e litigano con anche Chet sul possesso ma finiranno per non ottenere nulla.

## sabotaggio
Corey innamorato di Florence e geloso di Owen con una bomba dei pirati distrugge i motori della nave.
Si cerca l'autore dell'esplosione e Corey incastra Owen architettando un piano bizzarro. Nel frattempo Steve, mentre verifica la presenza di altri danni alla nave, trova Luther, l'amante del Barracuda che tutti credevano morto, incatenato alle condutture.

## l'ultima spiaggia
La nave sta per affondare e tutti cercano di mettersi in salvo. Steve riesce a liberare Luther e lo trascina verso la scialuppa di salvataggio, dove già ci sono Peck, Chet, Karen, Todd Steve e Florence.
Owen e Danny presi in ostaggio in cella da Cirey riescono a fuggire e con l'aiuto di Florence uccidono korey e partono con le scialuppe con il resto del gruppo.
i superstiti raggiungano un'altra isola dispersa e sono pronti a delle nuove avventure.

## L'uomo cespuglio
Dopo la morte di Luther, i sopravvissuti si rendono conto che la spiaggia è minata. Cio' presuppone una presenza umana, che non tarda a manifestarsi.
Si viene a sapere che coloro che abitano l'isola sono dei miliardari che giocano alla caccia umana per divertimento e accolgono il gruppo nell'isola ancora ignari della sorte che toccherà loro.

## l'amico di tutti
I naufraghi incontrano Declan, che si offre di ospitarli nella sua villa per la notte, nell'attesa che i soccorsi che egli sostiene di aver chiamato, raggiungano la costa.
durante la notte Florence e Jess capiscono che si tratta di un sadico uomo pericoloso, troveranno anche la testa di Emma scomparsa nella 1 stagione su una zattera in mare e presumibilmente arrivata nella stessa spiaggia è morta durante la caccia precedente.
Il gruppo apprende la verità e ora la caccia è aperta.

## la caccia èaperta
Declan è sempre più deciso ad organizzare una caccia umana e chiama anche degli amici ad assistervi e giocare con lui. I ricconi daranno soprannomi al gruppo per divertimento.
Il gruppo viene rinchiuso in cella ma notando Danny, riconoscono in lui un riccone come loro e pensano possa unirsi alla caccia ma Danny non abbandona i suoi amici ed è pronto alla caccia.

## la bella addormentata
Declan elettrizza il gruppo con i braccialetti anti fuga, ma un corto circuito lascia Jess a terra e quando Todd riesce a svegliarla, la ragazza non riconosce nessuno: è convinta di avere diciannove anni e di essere al college.
Non riconosce Todd perché rimane al momento prima dell'incontro e prova un'attrazione per Peck e finiranno per flirtare insieme davanti agli occhi disgustati di Todd
Steve intanto viene convocato da Declan per parlare poiché lo crede capo del gruppo ma non riuscirà a ricavarne nulla.

## l'ultimo pasto
Alla vigilia della caccia, Martha chiede ai naufraghi di scegliere il loro ultimo pasto. La decisione fa affiorare incomprensioni che minano la compattezza del gruppo.
Il gruppo si dividerà tra pizza e carne ma alla fine sarà Steve a decidere da solo una trota in pasticcio d'avena.
Il gruppo è pronto ora alla caccia

## la caccia
Arriva il giorno della caccia e i sopravvissuti devono affrontarsi l'uno contro l'altro in una battaglia reale fino alla morte.
Il primo gruppo su cui si ci concentra sarà quello di Danny Owen e Florence.
Owen e Florence avevano litigato nell'episodio precedente sullo stile di vita di Owen e Danny passa tutta la caccia a far riappacificare i due.
Karen e Steve litigano invece perché Steve scopre che Karen è sposata senza avergli detto nulla.
A fine episodio Steve viene colpito da una freccia sconosciuta e cade un burrone apparentemente morendo.

## vecchie conoscenze
La scena si sposta sul trio Todd Jess e Peck.
Todd è furioso della relazione tra i due e vuole ucciderli. Nel frattempo ha una visione di Rob Corddry (un tuffo nel passato) che gli farà vedere alcuni momenti bui della sua vita e capirà di amare Jess e si riappaficicheranno.
Nel frattempo Peck e jess trovano il resto dei superstiti che si erano rifugiati in una caverna, tra cui Bruce e Chet.
Chet viene a sapere della caccia e reso folle inizia a scatenarsi 
Alla fine si scopre essere stato proprio Chet a lanciare la freccia a Steve.

## la legge del più forte
Karen viene ferita da Chet che scappa, nel frattempo il braccialetto di Jess smette di funzionare scaricandosi e i ragazzi escogitano un piano per oltrepassare la linea di sicurezza senza essere elettrizzati.
florence ascolterà la storia del matrimonio di Katen provocando la commozione dei killer ricchi.
nel frattempo Owen e danny combattono contro Chet ormai impazzito e desideroso di vincere la caccia.

## danni collaterali
Jess stacca la corrente elettrica all'intera isola, mettendo anche i braccialetti fuori uso. Nel farlo, riceve un'altra scossa elettrica e riacquista la memoria.
Dopo aver sconfitto Martha l'assistente e cameriera di Declan, i sopravvissuti tornano vittoriosi dalla caccia.
Owen intanto sconfigge Chet che rinsavisce e scappa.
Steve torna dal gruppo dopo essersi salvato dalla caduta.
i sopravvissuti si barricano in casa e i ricchi sono pronti a ucciderli

## barricati in casa
Declan e i suoi compagni tentato di stanare il gruppo che si e' barricato in casa, ma i ragazzi riescono ad avere la meglio.
A poco a poco uccideranno tutti i ricconi e per ultimo anche Declan verra ucciso.
```
Rimarranno per svariati mesi sull'isola da soli finché la radio delle telecomunicazioni li troverà e mandate aiuti ai superstiti.
```

Finiscono così le avventure del gruppo

## Personaggi
- Owen O'Connor[4] interpretato da Zach Cregger, un assistente di volo
- Pack Hara[4] interpretato da Asif Ali, un agente sportivo
- Daniel "Danny" Wallace interpretato da Brian Sacca, il figlio di un ricco uomo d'affari[4]
- Steve Rutherford interpretato da Rhys Darby, un neozelandese proveniente da Papakura
- Karen Cushman/Sorella Mercy[4] interpretata da Brooke Dillman, analista esecutiva per Bing
- Emma Cook[4] interpretata da Ginger Gonzaga, una podologa (principale nella prima stagione, ricorrente nella seconda stagione)
- Florence Bitterman[4] interpretata da Jessica Lowe, migliore amica di Emma, una femminista presuntuosa
- Todd Hinkle[4] interpretato da Will Greenber, un ragazzo odioso che tiene più alla sua mazza da golf Callaway che della sua ragazza
- Jess Kato[4] interpretata da Ally Maki, ragazza di Todd, e in seguito, fidanzata
- Liam[4] interpretato da James Scott, un soldato inglese (compare solo nell'episodio pilota)

### Ricorrenti
- Pablo (prima stagione) interpretato da Pablo Azar
- Chet Smart[4] interpretato da George Basil
- Diane da Toledo interpretata da Lela Elam
- Kurt Turdhole interpretato da Todd Allen Durkin
- Jerry interpretato da Brendan Jennings, un naufrago deceduto con cui Pack ha una conversazione durante le allucinazioni (prima stagione)
- Roger interpretato da Mike Benitez (prima stagione)
- Bruce interpretato da Will McLaughlin
- Yolonzo interpretato da Ruben Rabasa (prima stagione)
- Corey interpretato da Rory Scovel
- Rosa interpretata da Eliza Coupe, collaboratrice di Owen (prima stagione)
- Rosa interpretata da Erinn Hayes, collaboratrice di Owen (seconda stagione)
- Il Barracuda interpretato da Ebonee Noel
- Tank Top interpretato da Ravi Patel
- Bandana interpretato da Lucas Hazlett
- V-Neck interpretato da Shaun Diston
- Flannel interpretato da Patrick Cox
- Luther (seconda stagione) interpretato da Jemaine Clement
- Richard "Dick" Wallace interpretato da Dink O'Neal, il padre di Danny

### Guest
- Padre di Owen interpretato da Darin Toonder
- Owen da giovane interpretato da Luke Nappe
- Gary interpretato da Gary Anthony Williams, amico morto di Jerry
- Eric interpretato da Josh Lawson, capo di Steve
- Carol interpretata da Elke Berry, ex moglie di Steve
- Greta Liebowitz interpretata da Jamie Denbo, capo di Pack
- Chris Bosh
- Padre Daddy interpretato da Marc Evan Jackson
- Sister Grace interpretata da Sara Paxton
- Margot Wallace interpretata da Britt Lower, sorella di Danny[5]

## Episodi
| Stagione         | Episodi | Prima TV USA | Prima TV Italia |
| ---------------- | ------- | ------------ | --------------- |
| Prima stagione   | 10      | 2016         | 2017            |
| Seconda stagione | 10      | 2017         | 2017            |
| Terza stagione   | 10      | 2018         | 2018-2019       |

## Produzione
TBS ordinò la produzione dell'episodio pilota, scritto da Jordan Shipley e Justin Shipley, nell'ottobre 2014. La serie è incentrata su un gruppo di persone sopravvissute dopo un incidente aereo su un'isola deserta. L'episodio pilota è stato filmato a Porto Rico e in seguito furono ordinati 10 episodi nel maggio 2015. Il 6 luglio 2016, TBS rinnovò la serie per una seconda stagione che è stata girata nelle isole Figi.

## Programmazione televisiva
La prima stagione, composta da 10 episodi, venne trasmessa dal 14 giugno al 2 agosto 2016. La seconda è stata trasmessa dal 20 giugno al 22 agosto 2017.
In Italia, la serie va in onda dal 21 settembre 2017 su Joi.